# Pauline Green
Pauline Green (ur. 8 grudnia 1948 w Gżira) – brytyjska polityk, działaczka ruchu spółdzielczego, od 1989 do 1999 deputowana do Parlamentu Europejskiego, od 2009 do 2015 prezes Międzynarodowego Związku Spółdzielczego (ICA).

## Życiorys
Studiowała zarządzanie na politechnice w Kilburn. W wieku 21 została zatrudniona w policji, w której pracowała do 1974. Pracowała później w administracji socjalnej. Zaangażowała się w działalność Partii Pracy. Była urzędnikiem parlamentarnym współpracującej z laburzystami Co-operative Party.
W wyborach w 1989, 1994 i 1999 z ramienia laburzystów uzyskiwała mandat posłanki do Parlamentu Europejskiego III, IV i V kadencji. Należała do grupy socjalistycznej, od 1993 jako jej wiceprzewodnicząca, a w latach 1994–1999 jako jej przewodnicząca. Pracowała głównie w Komisji ds. Kwestii Prawnych i Praw Obywatelskich. Z PE odeszła kilka miesięcy po ostatnich wyborach.
W 2000 została dyrektorem wykonawczym Co-operatives UK, krajowej organizacji spółdzielczej. Od 2002 do 2009 pełniła funkcję prezesa ICA na Europę. 20 listopada 2009 została w Genewie wybrana na prezesa Międzynarodowego Związku Spółdzielczego jako pierwsza kobieta w historii tej organizacji. Funkcję tę pełniła do 2015.